# Liga dos Campeões da UEFA de 2024–25
A Liga dos Campeões da UEFA de 2024–25 foi a 70ª edição da Liga dos Campeões da UEFA, a maior competição de clubes europeus organizada pela UEFA. Esta é a primeira temporada da Liga dos Campeões da UEFA disputada num novo formato aprovado em maio de 2022.
A final foi disputada em 31 de maio de 2025 no Allianz Arena em Munique, na Alemanha. O Paris Saint-Germain venceu a Internazionale por 5–0, conquistando seu título inédito aplicando a maior goleada na história das finais da Liga dos Campeões, classificando-se automaticamente para a Liga dos Campeões da UEFA de 2025–26 e a Copa Intercontinental da FIFA de 2025, além de ganhar o direito de jogar contra os vencedores da Liga Europa da UEFA de 2024–25 na Supercopa da UEFA de 2025 e disputar a segunda edição do quadrienal Mundial de Clubes FIFA, em 2029.

## Alocação da equipe de associação
Um total de 78 equipes de 53 das 55 federações associadas à UEFA estão definidas para participar da Liga dos Campeões da UEFA de 2023–24 (as exceções são Liechtenstein, que não organiza uma liga doméstica e Rússia). A classificação da associação com base nos coeficientes da associação da UEFA é usada para determinar o número de times participantes de cada associação:
- As associações 1–5 têm quatro equipes cada.
- A Associação 6 tem três equipes.
- As associações 7–15 têm duas equipes cada.
- Associações 16–55 (exceto Liechtenstein[7] e Rússia [10]) cada um tem uma equipe.
- Os vencedores da Liga dos Campeões da UEFA de 2023–24 e da UEFA Liga Europa de 2023–24 recebem uma entrada adicional se não se classificarem para a Liga dos Campeões da UEFA de 2024–25 por meio de sua liga nacional.
- As duas federações que obtiverem mais pontos de coeficiente na temporada 2023–24 terão, cada uma, uma vaga extra na fase da liga

### Classificação da associação
Para a Liga dos Campeões da UEFA de 2023–24, as associações são alocadas de acordo com seus coeficientes de associação da UEFA de 2022 , que leva em consideração seu desempenho nas competições europeias de 2017–18 a 2021–22. A alocação da equipe reflete a suspensão contínua da Rússia das competições da UEFA.
Além da alocação com base nos coeficientes da associação, as associações podem ter equipes adicionais participando da Liga dos Campeões, conforme observado abaixo:
- (UCL) - Vaga adicional para os detentores do título da UEFA Champions League
- (UEL) - Vaga adicional para os detentores do título da UEFA Europa League

| Pos. | Associações   | Coef.   | Equipes | Notas  |
| ---- | ------------- | ------- | ------- | ------ |
| 1    | Inglaterra    | 109.570 | 4       |        |
| 2    | Espanha       | 92.998  | 4       |        |
| 3    | Alemanha      | 82.481  | 4       | +1 EPS |
| 4    | Itália        | 81.926  | 4       | +1 EPS |
| 5    | França        | 61.164  | 4       |        |
| 6    | Países Baixos | 59.900  | 3       |        |
| 7    | Portugal      | 56.216  | 2       |        |
| 8    | Bélgica       | 42.200  | 2       |        |
| 9    | Escócia       | 36.400  | 2       |        |
| 10   | Áustria       | 34.000  | 2       |        |
| 11   | Sérvia        | 32.375  | 2       |        |
| 12   | Turquia       | 32.100  | 2       |        |
| 13   | Suíça         | 31.675  | 2       |        |
| 14   | Ucrânia       | 29.500  | 2       |        |
| 15   | Chéquia       | 29.050  | 2       |        |
| 16   | Noruega       | 29.000  | 1       |        |
| 17   | Dinamarca     | 27.825  | 1       |        |
| 18   | Rússia        | 26.215  | 0       |        |
| 19   | Croácia       | 25.400  | 1       |        |

| Rank | Association   | Coef.  | Equipes | Notas |
| ---- | ------------- | ------ | ------- | ----- |
| 20   | Grécia        | 25.225 | 1       |       |
| 21   | Israel        | 25.000 | 1       |       |
| 22   | Chipre        | 24.475 | 1       |       |
| 23   | Suécia        | 23.750 | 1       |       |
| 24   | Polónia       | 20.750 | 1       |       |
| 25   | Hungria       | 20.625 | 1       |       |
| 26   | Roménia       | 20.500 | 1       |       |
| 27   | Bulgária      | 20.000 | 1       |       |
| 28   | Eslováquia    | 19.750 | 1       |       |
| 29   | Azerbaijão    | 16.625 | 1       |       |
| 30   | Cazaquistão   | 12.625 | 1       |       |
| 31   | Eslovênia     | 12.500 | 1       |       |
| 32   | Moldávia      | 12.250 | 1       |       |
| 33   | Kosovo        | 11.041 | 1       |       |
| 34   | Liechtenstein | 11.000 | 0       |       |
| 35   | Letónia       | 10.625 | 1       |       |
| 36   | Irlanda       | 10.375 | 1       |       |
| 37   | Finlândia     | 10.200 | 1       |       |
| 38   | Lituânia      | 10.000 | 1       |       |

| Pos. | Associações          | Coef. | Equipes | Notas |
| ---- | -------------------- | ----- | ------- | ----- |
| 39   | Armênia              | 9.875 | 1       |       |
| 40   | Bielorrússia         | 9.875 | 1       |       |
| 41   | Bósnia e Herzegovina | 9.750 | 1       |       |
| 42   | Luxemburgo           | 9.000 | 1       |       |
| 43   | Ilhas Feroé          | 8.750 | 1       |       |
| 44   | Irlanda do Norte     | 8.583 | 1       |       |
| 45   | Malta                | 8.250 | 1       |       |
| 46   | Geórgia              | 8.000 | 1       |       |
| 47   | Estónia              | 7.582 | 1       |       |
| 48   | Islândia             | 7.250 | 1       |       |
| 49   | Albânia              | 6.250 | 1       |       |
| 50   | País de Gales        | 6.166 | 1       |       |
| 51   | Gibraltar            | 5.791 | 1       |       |
| 52   | Macedônia do Norte   | 5.500 | 1       |       |
| 53   | Andorra              | 5.165 | 1       |       |
| 54   | Montenegro           | 4.750 | 1       |       |
| 55   | San Marino           | 1.999 | 1       |       |

### Distribuição
A seguir está a lista de acesso padrão.
|                                      |                                      | Equipes que entram nessa rodada | Equipes que avançaram da rodada anterior                                                                               |
| ------------------------------------ | ------------------------------------ | --- | --- |
| Primeira qualificatória (30 equipes) | Primeira qualificatória (30 equipes) | - 30 campeões das federações de 25 a 55 anos (exceto Liechtenstein))Note LIE[›] | |
| Segunda qualificatória (30 equipes)  | Caminho dos Campeões (24 equipes)    | - 9 campeões das federações de 15 a 24 anos (exceto Rússia) | - 15 vencedores da primeira qualificatória                                                                             |
| Segunda qualificatória (30 equipes)  | Caminho da Liga (6 equipes)          | - 6 segundos classificados das associações 10-15 | |
| Terceira qualificatória (20 equipes) | Caminho dos Campeões (12 equipes)    | | - 12 vencedores da segunda qualificatória (Caminho dos Campeões)                                                       |
| Terceira qualificatória (20 equipes) | Caminho da Liga (8 equipes)          | - 3 segundos classificados das associações 7–9 - 1 terceiro colocado da associação 6 - 1 quarto colocado da associação 5 | - 3 vencedores da segunda qualificatória (Caminho da Liga)                                                             |
| Qualificatória final (14 equipes)    | Caminho dos Campeões (10 equipes)    | - 4 campeões das associações 11–14 | - 6 vencedores da terceira qualificatória (Caminho dos Campeões)                                                       |
| Qualificatória final (14 equipes)    | Caminho da Liga (4 equipes)          | | - 4 vencedores da terceira qualificatória (Caminho da Liga)                                                            |
| Fase de liga (36 equipes)            | Fase de liga (36 equipes)            | - Detentor do título da Liga dos Campeões da UEFA - Detentor do título da Liga Europa da UEFA - As duas federações com os coeficientes mais elevados da época anterior receberão uma vaga extra na Liga dos Campeões. - 10 campeões das associações 1–10 - 6 segundos classificados das associações 1–6 - 5 terceiros colocados das associações 1–5 - 4 equipes quartas colocadas das associações 1–4 | - 5 vencedores da qualificatória final (Caminho dos Campeões) - 2 vencedores da qualificatória final (Caminho da Liga) |

As informações aqui refletem a suspensão em andamento da Rússia no futebol europeu e, portanto, as seguintes alterações na lista de acesso padrão foram feitas:
- Os campeões das associações 23 (Suécia) e 24 (Polônia) entraram na segunda qualificatória em vez da primeira qualificatória (Caminho dos Campeões).

Como os detentores do título da Liga dos Campeões (Real Madrid) se classificaram por meio da alocação de vagas padrão de sua liga nacional, as seguintes alterações foram feitas na lista de acesso padrão:
- Shakhtar Donetsk, como o clube com o maior coeficiente de clube que, de outra forma, teria entrado no Caminho dos Campeões da qualificatória final, entrou na fase de liga.
- Dínamo Zagreb, como o clube com o maior coeficiente de clubes que, de outra forma, teria entrado no Caminho dos Campeões da segunda qualificatória, entrou no Caminho dos Campeões da qualificatória final.
- Ferencváros e Qarabağ, como os dois clubes com o maior coeficiente de clubes que, de outra forma, teriam entrado no Caminho dos Campeões da primeira qualificatória, entraram no Caminho dos Campeões da segunda qualificatória.

Como os detentores do título da Liga Europa (Atalanta) se classificaram por meio da alocação de vagas padrão de sua liga nacional, as seguintes alterações foram feitas na lista de acesso padrão:
- Benfica, como o clube com o maior coeficiente de clube que de outra forma teria entrado no Caminho da Liga da terceira qualificatória, entrou na fase de liga.
- Slavia Praga e Red Bull Salzburg, como os dois clubes com o maior coeficiente de clubes que, de outra forma, teriam entrado no Caminho da Liga da segunda qualificatória, entraram no Caminho da Liga da terceira qualificatória.

### Equipes
Os rótulos entre parênteses mostram como cada equipe se classificou para o local de sua rodada inicial:
- UCL: detentores do título da Liga dos Campeões;
- UEL: detentores do título da Liga Europa;
- 1ª, 2ª, 3ª, 4ª, etc.: Posições da liga na temporada anterior;
- EPS: As vagas de desempenho europeias atribuídas aos clubes das 2 federações com os coeficiente de pontos mais elevados em 2023–24

A segunda qualificatória, a terceira qualificatória e a qualificatória final são divididas em Caminho dos Campeões (CC) e Caminho da Liga (CL).
| Rodada de entrada       | Rodada de entrada | Equipes                          | Equipes                      | Equipes                  | Equipes                          |
| ----------------------- | ----------------- | -------------------------------- | ---------------------------- | ------------------------ | -------------------------------- |
| Fase de liga            | Fase de liga      | Real Madrid (UCL) (1º)           | Atalanta (UEL) (4º)          | Manchester City (1º)     | Arsenal (2º)                     |
| Fase de liga            | Fase de liga      | Liverpool (3º)                   | Aston Villa (4º)             | Barcelona (2º)           | Girona (3°)                      |
| Fase de liga            | Fase de liga      | Atlético de Madrid (4º)          | Bayer Leverkusen (1º)        | Stuttgart (2º)           | Bayern de Munique (3°)           |
| Fase de liga            | Fase de liga      | RB Leipzig (4º)                  | Borussia Dortmund (5º/Extra) | Internazionale (1º)      | Milan (2º)                       |
| Fase de liga            | Fase de liga      | Juventus (3°)                    | Bologna (5º/Extra)           | Paris Saint-Germain (1º) | Monaco (2º)                      |
| Fase de liga            | Fase de liga      | Brest (3°)                       | PSV Eindhoven (1º)           | Feyenoord (2º)           | Sporting (1º)                    |
| Fase de liga            | Fase de liga      | Brugge (1º)                      | Celtic (1º)                  | Sturm Graz (1º)          | Shakhtar Donetsk (1º/Realocada)  |
| Fase de liga            | Fase de liga      | Benfica (2º/Realocada)           |                              |                          |                                  |
|                         |                   |                                  |                              |                          |                                  |
| Qualificatória final    | CC                | Estrela Vermelha (1º)            | Galatasaray (1º)             | Young Boys (1º)          | Dínamo Zagreb (1º)               |
|                         |                   |                                  |                              |                          |                                  |
| Terceira qualificatória | CL                | Lille (4º)                       | Twente (3º)                  | Red Bull Salzburg (2º)   | Royale Union Saint-Gilloise (2º) |
| Terceira qualificatória | CL                | Rangers (2º)                     | Slavia Praha (2º)            |                          |                                  |
|                         |                   |                                  |                              |                          |                                  |
| Segunda qualificatória  | CC                | Sparta Praga (1º)                | FK Bodø/Glimt (1º)           | Midtjylland (1º)         | PAOK (1º)                        |
| Segunda qualificatória  | CC                | Maccabi Tel Aviv (1º)            | APOEL (1º)                   | Malmö (1º)               | Jagiellonia (1º)                 |
| Segunda qualificatória  | CC                | Ferencváros (1º)                 | Qarabağ (1º)                 |                          |                                  |
| Segunda qualificatória  | CL                | Dínamo de Kiev (2º)              | Partizan Belgrado (2º)       | Fenerbahçe (2º)          | Lugano (2º)                      |
|                         |                   |                                  |                              |                          |                                  |
| Primeira qualificatória | CC                | Steaua Bucareste (1º)            | Ludogorets Razgrad (1º)      | Slovan Bratislava (1º)   | Ordabasy (1º)                    |
| Primeira qualificatória | CC                | Celje (1º)                       | Petrocub Hîncești (1º)       | Ballkani (1º)            | FK RFS (1º)                      |
| Primeira qualificatória | CC                | Shamrock Rovers (1º)             | HJK (1º)                     | FK Panevėžys (1º)        | Pyunik (1º)                      |
| Primeira qualificatória | CC                | Dinamo Minsk (1º)                | Borac Banja Luka (1º)        | Déifferdeng 03 (1º)      | KÍ (1º)                          |
| Primeira qualificatória | CC                | Larne (1º)                       | Hamrun Spartans (1º)         | Dinamo Batumi (1º)       | Flora (1º)                       |
| Primeira qualificatória | CC                | Knattspyrnufélagið Víkingur (1º) | Egnatia (1º)                 | The New Saints(1º)       | Lincoln Red Imps (1º)            |
| Primeira qualificatória | CC                | FC Struga (1º)                   | UE Santa Coloma (1º)         | Dečić (1º)               | Virtus (1º)                      |

## Calendário
A programação da competição é a seguinte. Em comparação com as temporadas anteriores, a "semana exclusiva" será introduzido em que quinta-feira também será dia de jogos. Todas as partidas das outras semanas serão disputadas às terças e quartas-feiras, exceto a final.
| Fase                | Rodada                  | Data do sorteio         | Partida de ida                                  | Partida de volta                                |
| ------------------- | ----------------------- | ----------------------- | ----------------------------------------------- | ----------------------------------------------- |
| Fase qualificatória | Primeira qualificatória | 18 de junho de 2024     | 9–10 de julho de 2024                           | 16–17 de julho de 2024                          |
| Fase qualificatória | Segunda qualificatória  | 19 de junho de 2024     | 23–24 de julho de 2024                          | 30–31 de julho de 2024                          |
| Fase qualificatória | Terceira qualificatória | 22 de julho de 2024     | 6–7 de agosto de 2024                           | 13 de agosto de 2024                            |
| Fase qualificatória | Qualificatória final    | 5 se agosto de 2024     | 20–21 Agosto 2024                               | 27–28 Agosto 2024                               |
| Fase de liga        | Rodada 1                | 29 de agosto de 2024    | 17–19 de setembro de 2024                       | 17–19 de setembro de 2024                       |
| Fase de liga        | Rodada 2                | 29 de agosto de 2024    | 1–2 de outubro de 2024                          | 1–2 de outubro de 2024                          |
| Fase de liga        | Rodada 3                | 29 de agosto de 2024    | 22–23 de outubro de 2024                        | 22–23 de outubro de 2024                        |
| Fase de liga        | Rodada 4                | 29 de agosto de 2024    | 5–6 de novembro de 2024                         | 5–6 de novembro de 2024                         |
| Fase de liga        | Rodada 5                | 29 de agosto de 2024    | 26–27 de novembro de 2024                       | 26–27 de novembro de 2024                       |
| Fase de liga        | Rodada 6                | 29 de agosto de 2024    | 10–11 de dezembro de 2024                       | 10–11 de dezembro de 2024                       |
| Fase de liga        | Rodada 7                | 29 de agosto de 2024    | 21–22 de janeiro de 2025                        | 21–22 de janeiro de 2025                        |
| Fase de liga        | Rodada 8                | 29 de agosto de 2024    | 29 de janeiro de 2025                           | 29 de janeiro de 2025                           |
| Fase eliminatória   | Pré-eliminatórias       | 31 de janeiro de 2025   | 11–12 de fevereiro de 2025                      | 18–19 de fevereiro de 2025                      |
| Fase eliminatória   | Oitavas de final        | 21 de fevereiro de 2025 | 4–5 de março de 2025                            | 11–12 de março de 2025                          |
| Fase eliminatória   | Quartas de final        | 21 de fevereiro de 2025 | 8–9 de abril de 2025                            | 15–16 de abril de 2025                          |
| Fase eliminatória   | Semifinais              | 21 de fevereiro de 2025 | 29–30 de abril de 2025                          | 6–7 de maio de 2025                             |
| Fase eliminatória   | Final                   | 21 de fevereiro de 2025 | 31 de maio de 2025 na Allianz Arena, em Munique | 31 de maio de 2025 na Allianz Arena, em Munique |

## Fase qualificatória

### Primeira qualificatória
O sorteio da primeira qualificatória foi realizado em 18 de junho de 2024.
As partidas de ida foram disputadas de 9 a 10 de julho e as de volta de 16 a 17 de julho de 2024.
Os vencedores dos confrontos avançam para a segunda qualificatória do Caminho dos Campeões. 12 dos 14 perdedores serão transferidos para a segunda qualificatória do Caminho dos Campeões da Liga da Conferência Europa e 2 perdedores serão transferidos para a terceira qualificatória do Caminho dos Campeões da Liga da Conferência Europa mediante o sorteio.
| Equipe 1           | Total       | Equipe 2          | 1.º jogo | 2.º jogo |
| ------------------ | ----------- | ----------------- | -------- | -------- |
| Slovan Bratislava  | 6–3         | Struga            | 4–2      | 2–1      |
| The New Saints     | 4–1         | Dečić             | 3–0      | 1–1      |
| Borac Banja Luka   | 2–2 (4–1 p) | Egnatia           | 1–0      | 1–2      |
| Ħamrun Spartans    | 1–1 (4–5 p) | Lincoln Red Imps  | 0–1      | 1–0      |
| UE Santa Coloma    | 3–3 (6–5 p) | Ballkani          | 1–2      | 2–1      |
| Flora              | 1–6         | Celje             | 0–5      | 1–1      |
| KÍ                 | 2–0         | Déifferdeng 03    | 2–0      | 0–0      |
| Panevėžys          | 4–1         | HJK               | 3–0      | 1–1      |
| RFS                | 7–0         | Larne             | 3–0      | 4–0      |
| Víkingur           | 1–2         | Shamrock Rovers   | 0–0      | 1–2      |
| Virtus             | 1–11        | Steaua Bucareste  | 1–7      | 0–4      |
| Ludogorets Razgrad | 3–2         | Dinamo Batumi     | 3–1      | 0–1      |
| Ordabasy           | 0–1         | Petrocub Hîncești | 0–0      | 0–1      |
| Dinamo Minsk       | 1–0         | Pyunik            | 0–0      | 1–0      |

### Segunda qualificatória
O sorteio da segunda qualificatória foi realizado em 19 de junho de 2024.
As partidas de ida foram disputadas de 23 a 24 de julho e as de volta de 30 a 31 de julho de 2024.
Os vencedores dos empates avançam para a terceira qualificatória do respetivo percurso. Os perdedores do Caminho dos Campeões serão transferidos para a terceira qualificatória do Caminho dos Campeões da Liga Europa , enquanto os perdedores do Caminho da Liga serão transferidos para a terceira qualificatória do Caminho Principal da Liga Europa.
| Equipe 1           | Total | Equipe 2              | 1.º jogo | 2.º jogo |
| ------------------ | ----- | --------------------- | -------- | -------- |
| Ludogorets Razgrad | 2–1   | Dinamo Minsk          | 2–0      | 0–1      |
| APOEL              | 2–1   | Petrocub Hîncești     | 1–0      | 1–1      |
| Ferencváros        | 7–1   | The New Saints        | 5–0      | 2–1      |
| PAOK               | 4–2   | Borac Banja Luka      | 3–2      | 1–0      |
| FK Bodø/Glimt      | 7–1   | RFS                   | 4–0      | 3–1      |
| Malmö              | 7–3   | KÍ                    | 4–1      | 3–2      |
| Shamrock Rovers    | 2–6   | Sparta Praga          | 0–2      | 2–4      |
| UE Santa Coloma    | 0–4   | Midtjylland           | 0–3      | 0–1      |
| Celje              | 1–6   | Slovan Bratislava     | 1–1      | 0–5      |
| Panevėžys          | 1–7   | Jagiellonia Białystok | 0–4      | 1–3      |
| Lincoln Red Imps   | 0–7   | Qarabağ               | 0–2      | 0–5      |
| Steaua Bucareste   | 2–1   | Maccabi Tel Aviv      | 1–1      | 1–0      |

| Equipe 1       | Total | Equipe 2          | 1.º jogo | 2.º jogo |
| -------------- | ----- | ----------------- | -------- | -------- |
| Lugano         | 4–6   | Fenerbahçe        | 3–4      | 1–2      |
| Dínamo de Kiev | 9–2   | Partizan Belgrado | 6–2      | 3–0      |

### Terceira qualificatória
O sorteio da terceira qualificatória foi realizado em 22 de julho de 2024.
As partidas de ida foram disputadas de 6 a 7 de agosto e as de volta foram disputadas em 13 de agosto de 2024.
Os vencedores das eliminatórias avançam para a qualificatória final (play-off) do seu respetivo percurso. Os perdedores do Caminho dos Campeões serão transferidos para a fase de qualificação da Liga Europa, enquanto os perdedores do Caminho da Liga serão transferidos para a fase de grupos da Liga Europa.
| Equipe 1              | Total | Equipe 2           | 1.º jogo | 2.º jogo  |
| --------------------- | ----- | ------------------ | -------- | --------- |
| Qarabağ               | 8–4   | Ludogorets Razgrad | 1–2      | 7–2 (pro) |
| Slovan Bratislava     | 2–0   | APOEL              | 2–0      | 0–0       |
| Sparta Praga          | 4–3   | Steaua Bucareste   | 1–1      | 3–2       |
| Malmö                 | 6–5   | PAOK               | 2–2      | 4–3 (pro) |
| Midtjylland           | 3–1   | Ferencváros        | 2–0      | 1–1       |
| Jagiellonia Białystok | 1–5   | FK Bodø/Glimt      | 0–1      | 1–4       |

| Equipe 1          | Total | Equipe 2             | 1.º jogo | 2.º jogo  |
| ----------------- | ----- | -------------------- | -------- | --------- |
| Slavia Praha      | 4–1   | Union Saint-Gilloise | 3–1      | 1–0       |
| Lille             | 3–2   | Fenerbahçe           | 2–1      | 1–1 (pro) |
| Dínamo de Kiev    | 3–1   | Rangers              | 1–1      | 2–0       |
| Red Bull Salzburg | 5–4   | Twente               | 2–1      | 3–3       |

### Qualificatória final
O sorteio para a qualificatória final (play-off) foi antecipado antes da terceira qualificatória. Assim os times já saberão quais adversários irão enfrentar de acordo com o Caminho de Liga e o Caminho dos Campeões.
As partidas de ida foram disputadas de 20 a 21 de agosto e as de volta de 27 a 28 de agosto de 2024.
Os vencedores das qualificatórias avançaram para a fase de liga. Os perdedores foram transferidos para a fase de grupos da Liga Europa da UEFA de 2024–25.
| Equipe 1      | Total | Equipe 2          | 1.º jogo | 2.º jogo |
| ------------- | ----- | ----------------- | -------- | -------- |
| Young Boys    | 4–2   | Galatasaray       | 3–2      | 1–0      |
| Dínamo Zagreb | 5–0   | Qarabağ           | 3–0      | 2–0      |
| Midtjylland   | 3–4   | Slovan Bratislava | 1–1      | 2–3      |
| FK Bodø/Glimt | 2–3   | Estrela Vermelha  | 2–1      | 0–2      |
| Malmö         | 0–4   | Sparta Praga      | 0–2      | 0–2      |

| Equipe 1       | Total | Equipe 2          | 1.º jogo | 2.º jogo |
| -------------- | ----- | ----------------- | -------- | -------- |
| Lille          | 3–2   | Slavia Praha      | 2–0      | 1–2      |
| Dínamo de Kiev | 1–3   | Red Bull Salzburg | 0–2      | 1–1      |

## Fase de liga
Atlético de Madrid

 Real Madrid

Times de Milão

 Internazionale

 Milan
O sorteio da fase de liga foi realizado no dia 29 de agosto de 2024.
Todas as equipes farão sua estreia na fase inaugural da liga, enquanto  Aston Villa, Bologna, Brest e Girona farão sua estreia desde a introdução da fase de grupos. Brest e Girona também farão sua estreia na competição continental.

### Potes
| Pote 1              | Coef.   |
| ------------------- | ------- |
| Manchester City     | 148.000 |
| Bayern de Munique   | 144.000 |
| Real Madrid         | 136.000 |
| Paris Saint-Germain | 116.000 |
| Liverpool           | 114.000 |
| Internazionale      | 101.000 |
| RB Leipzig          | 97.000  |
| Borussia Dortmund   | 97.000  |
| Barcelona           | 91.000  |

| Pote 2             | Coef.  |
| ------------------ | ------ |
| Bayer Leverkusen   | 90.000 |
| Atlético de Madrid | 89.000 |
| Atalanta           | 81.000 |
| Juventus           | 80.000 |
| Benfica            | 79.000 |
| Arsenal            | 72.000 |
| Brugge             | 64.000 |
| Shakhtar Donetsk   | 63.000 |
| Milan              | 59.000 |

| Pote 3            | Coef.  |
| ----------------- | ------ |
| Feyenoord         | 57.000 |
| Sporting          | 54.500 |
| PSV Eindhoven     | 54.000 |
| Red Bull Salzburg | 50.000 |
| Dínamo Zagreb     | 50.000 |
| Lille             | 47.000 |
| Estrela Vermelha  | 40.000 |
| Young Boys        | 34.500 |
| Celtic            | 32.500 |

| Pote 4            | Coef.  |
| ----------------- | ------ |
| Slovan Bratislava | 30.500 |
| Monaco            | 24.000 |
| Sparta Praga      | 22.500 |
| Aston Villa       | 20.860 |
| Bologna           | 18.056 |
| Girona            | 17.897 |
| Stuttgart         | 17.324 |
| Sturm Graz        | 14.500 |
| Brest             | 13.366 |

### Tabela
As oito melhores equipes se classificarão para as oitavas de final. As equipes classificadas do 9º ao 24º disputarão uma rodada pré-eliminatória da fase eliminatória, com as equipes classificadas do 9º ao 16º no mesmo pote para o sorteio. As equipes classificadas do 25º ao 36º são eliminadas de todas as competições, sem acesso à Liga Europa da UEFA de 2024-25.
| Pos | Equipe              | Pts | J | V | E | D | GP | GC | SG  | Classificado                                                                       |
| --- | ------------------- | --- | - | - | - | - | -- | -- | --- | ---------------------------------------------------------------------------------- |
| 1   | Liverpool           | 21  | 8 | 7 | 0 | 1 | 17 | 5  | +12 | Avançam para as oitavas de final da fase eliminatória (como cabeças de chave)      |
| 2   | Barcelona           | 19  | 8 | 6 | 1 | 1 | 28 | 13 | +15 | Avançam para as oitavas de final da fase eliminatória (como cabeças de chave)      |
| 3   | Arsenal             | 19  | 8 | 6 | 1 | 1 | 16 | 3  | +13 | Avançam para as oitavas de final da fase eliminatória (como cabeças de chave)      |
| 4   | Internazionale      | 19  | 8 | 6 | 1 | 1 | 11 | 1  | +10 | Avançam para as oitavas de final da fase eliminatória (como cabeças de chave)      |
| 5   | Atlético de Madrid  | 18  | 8 | 6 | 0 | 2 | 20 | 12 | +8  | Avançam para as oitavas de final da fase eliminatória (como cabeças de chave)      |
| 6   | Bayer Leverkusen    | 16  | 8 | 5 | 1 | 2 | 15 | 7  | +8  | Avançam para as oitavas de final da fase eliminatória (como cabeças de chave)      |
| 7   | Lille               | 16  | 8 | 5 | 1 | 2 | 17 | 10 | +7  | Avançam para as oitavas de final da fase eliminatória (como cabeças de chave)      |
| 8   | Aston Villa         | 16  | 8 | 5 | 1 | 2 | 13 | 6  | +7  | Avançam para as oitavas de final da fase eliminatória (como cabeças de chave)      |
| 9   | Atalanta            | 15  | 8 | 4 | 3 | 1 | 20 | 6  | +14 | Avançam para as pré-eliminatórias da fase eliminatória (como cabeças de chave)     |
| 10  | Borussia Dortmund   | 15  | 8 | 5 | 0 | 3 | 22 | 12 | +10 | Avançam para as pré-eliminatórias da fase eliminatória (como cabeças de chave)     |
| 11  | Bayern de Munique   | 15  | 8 | 5 | 0 | 3 | 20 | 12 | +8  | Avançam para as pré-eliminatórias da fase eliminatória (como cabeças de chave)     |
| 12  | Real Madrid         | 15  | 8 | 5 | 0 | 3 | 20 | 12 | +8  | Avançam para as pré-eliminatórias da fase eliminatória (como cabeças de chave)     |
| 13  | Milan               | 15  | 8 | 5 | 0 | 3 | 14 | 11 | +3  | Avançam para as pré-eliminatórias da fase eliminatória (como cabeças de chave)     |
| 14  | PSV Eindhoven       | 14  | 8 | 4 | 2 | 2 | 16 | 12 | +4  | Avançam para as pré-eliminatórias da fase eliminatória (como cabeças de chave)     |
| 15  | Paris Saint-Germain | 13  | 8 | 4 | 1 | 3 | 14 | 9  | +5  | Avançam para as pré-eliminatórias da fase eliminatória (como cabeças de chave)     |
| 16  | Benfica             | 13  | 8 | 4 | 1 | 3 | 16 | 12 | +4  | Avançam para as pré-eliminatórias da fase eliminatória (como cabeças de chave)     |
| 17  | Monaco              | 13  | 8 | 4 | 1 | 3 | 13 | 13 | 0   | Avançam para as pré-eliminatórias da fase eliminatória (como não cabeças de chave) |
| 18  | Brest               | 13  | 8 | 4 | 1 | 3 | 10 | 11 | −1  | Avançam para as pré-eliminatórias da fase eliminatória (como não cabeças de chave) |
| 19  | Feyenoord           | 13  | 8 | 4 | 1 | 3 | 18 | 21 | −3  | Avançam para as pré-eliminatórias da fase eliminatória (como não cabeças de chave) |
| 20  | Juventus            | 12  | 8 | 3 | 3 | 2 | 9  | 7  | +2  | Avançam para as pré-eliminatórias da fase eliminatória (como não cabeças de chave) |
| 21  | Celtic              | 12  | 8 | 3 | 3 | 2 | 13 | 14 | −1  | Avançam para as pré-eliminatórias da fase eliminatória (como não cabeças de chave) |
| 22  | Manchester City     | 11  | 8 | 3 | 2 | 3 | 18 | 14 | +4  | Avançam para as pré-eliminatórias da fase eliminatória (como não cabeças de chave) |
| 23  | Sporting            | 11  | 8 | 3 | 2 | 3 | 13 | 12 | +1  | Avançam para as pré-eliminatórias da fase eliminatória (como não cabeças de chave) |
| 24  | Brugge              | 11  | 8 | 3 | 2 | 3 | 7  | 11 | −4  | Avançam para as pré-eliminatórias da fase eliminatória (como não cabeças de chave) |
| 25  | Dínamo Zagreb       | 11  | 8 | 3 | 2 | 3 | 12 | 19 | −7  | Eliminados                                                                         |
| 26  | Stuttgart           | 10  | 8 | 3 | 1 | 4 | 13 | 17 | −4  | Eliminados                                                                         |
| 27  | Shakhtar Donetsk    | 7   | 8 | 2 | 1 | 5 | 8  | 16 | −8  | Eliminados                                                                         |
| 28  | Bologna             | 6   | 8 | 1 | 3 | 4 | 4  | 9  | −5  | Eliminados                                                                         |
| 29  | Estrela Vermelha    | 6   | 8 | 2 | 0 | 6 | 13 | 22 | −9  | Eliminados                                                                         |
| 30  | Sturm Graz          | 6   | 8 | 2 | 0 | 6 | 5  | 14 | −9  | Eliminados                                                                         |
| 31  | Sparta Praga        | 4   | 8 | 1 | 1 | 6 | 7  | 21 | −14 | Eliminados                                                                         |
| 32  | RB Leipzig          | 3   | 8 | 1 | 0 | 7 | 8  | 15 | −7  | Eliminados                                                                         |
| 33  | Girona              | 3   | 8 | 1 | 0 | 7 | 5  | 13 | −8  | Eliminados                                                                         |
| 34  | Red Bull Salzburg   | 3   | 8 | 1 | 0 | 7 | 5  | 27 | −22 | Eliminados                                                                         |
| 35  | Slovan Bratislava   | 0   | 8 | 0 | 0 | 8 | 7  | 27 | −20 | Eliminados                                                                         |
| 36  | Young Boys          | 0   | 8 | 0 | 0 | 8 | 3  | 24 | −21 | Eliminados                                                                         |

## Fase eliminatória
Na fase eliminatória, os times jogarão uns contra os outros em duas partidas em casa e fora, exceto na final de uma partida. A estrutura de chaves para a fase eliminatória é parcialmente fixada com antecedência usando seeding, com as posições das equipes na chave determinadas pela classificação final na fase da liga. Na fase eliminatória, não há proteção de país, com times da mesma associação podendo se enfrentar em qualquer rodada. Os times também podem enfrentar oponentes que enfrentaram durante a fase da liga.

### Esquema
|  | Oitavas de final          | Oitavas de final    | Oitavas de final | Oitavas de final |   |                     | Quartas de final | Quartas de final | Quartas de final | Quartas de final |  |           | Semifinais              | Semifinais              | Semifinais              | Semifinais              |                     |   | Final              | Final              |
|  | 4 a 12 de março           | 4 a 12 de março     | 4 a 12 de março  | 4 a 12 de março  |   |                     | 8 a 16 de abril  | 8 a 16 de abril  | 8 a 16 de abril  | 8 a 16 de abril  |  |           | 29 de abril a 7 de maio | 29 de abril a 7 de maio | 29 de abril a 7 de maio | 29 de abril a 7 de maio |                     |   | 31 de maio de 2025 | 31 de maio de 2025 |
|  |                           |                     |                  |                  |   |                     |                  |                  |                  |                  |  |           |                         |                         |                         |                         |                     |   |                    |                    |
|  | PSV Eindhoven             | 1                   | 2                | 3                |   |                     |                  |                  |                  |                  |  |           |                         |                         |                         |                         |                     |   |                    |                    |
|  | Arsenal                   | 7                   | 2                | 9                |   |                     |                  |                  |                  |                  |  |           |                         |                         |                         |                         |                     |   |                    |                    |
|  | Arsenal                   | 7                   | 2                | 9                |   | Arsenal             | 3                | 2                | 5                |                  |  |           |                         |                         |                         |                         |                     |   |                    |                    |
|  |                           |                     |                  |                  |   | Arsenal             | 3                | 2                | 5                |                  |  |           |                         |                         |                         |                         |                     |   |                    |                    |
|  |                           | Real Madrid         | 0                | 1                | 1 |                     |                  |                  |                  |                  |  |           |                         |                         |                         |                         |                     |   |                    |                    |
|  | Real Madrid (pen)         | Real Madrid         | 0                | 1                | 1 | 2                   | 0                | 2 (4)            |                  |                  |  |           |                         |                         |                         |                         |                     |   |                    |                    |
|  | Real Madrid (pen)         |                     |                  |                  |   | 2                   | 0                | 2 (4)            |                  |                  |  |           |                         |                         |                         |                         |                     |   |                    |                    |
|  | Atlético de Madrid        | 1                   | 1                | 2 (2)            |   |                     |                  |                  |                  |                  |  |           |                         |                         |                         |                         |                     |   |                    |                    |
|  | Atlético de Madrid        | 1                   | 1                | 2 (2)            |   |                     |                  |                  |                  |                  |  | Arsenal   | 0                       | 1                       | 1                       |                         |                     |   |                    |                    |
|  |                           |                     |                  |                  |   |                     |                  |                  |                  |                  |  | Arsenal   | 0                       | 1                       | 1                       |                         |                     |   |                    |                    |
|  |                           | Paris Saint-Germain | 1                | 2                | 3 |                     |                  |                  |                  |                  |  |           |                         |                         |                         |                         |                     |   |                    |                    |
|  | Paris Saint-Germain (pen) | Paris Saint-Germain | 1                | 2                | 3 | 0                   | 1                | 1 (4)            |                  |                  |  |           |                         |                         |                         |                         |                     |   |                    |                    |
|  | Paris Saint-Germain (pen) |                     |                  |                  |   | 0                   | 1                | 1 (4)            |                  |                  |  |           |                         |                         |                         |                         |                     |   |                    |                    |
|  | Liverpool                 | 1                   | 0                | 1 (1)            |   |                     |                  |                  |                  |                  |  |           |                         |                         |                         |                         |                     |   |                    |                    |
|  | Liverpool                 | 1                   | 0                | 1 (1)            |   | Paris Saint-Germain | 3                | 2                | 5                |                  |  |           |                         |                         |                         |                         |                     |   |                    |                    |
|  |                           |                     |                  |                  |   | Paris Saint-Germain | 3                | 2                | 5                |                  |  |           |                         |                         |                         |                         |                     |   |                    |                    |
|  |                           | Aston Villa         | 1                | 3                | 4 |                     |                  |                  |                  |                  |  |           |                         |                         |                         |                         |                     |   |                    |                    |
|  | Brugge                    | Aston Villa         | 1                | 3                | 4 | 1                   | 0                | 1                |                  |                  |  |           |                         |                         |                         |                         |                     |   |                    |                    |
|  | Brugge                    |                     |                  |                  |   | 1                   | 0                | 1                |                  |                  |  |           |                         |                         |                         |                         |                     |   |                    |                    |
|  | Aston Villa               | 3                   | 3                | 6                |   |                     |                  |                  |                  |                  |  |           |                         |                         |                         |                         |                     |   |                    |                    |
|  | Aston Villa               | 3                   | 3                | 6                |   |                     |                  |                  |                  |                  |  |           |                         |                         |                         |                         | Paris Saint-Germain | 5 |                    |                    |
|  |                           |                     |                  |                  |   |                     |                  |                  |                  |                  |  |           |                         |                         |                         |                         |                     | 5 |                    |                    |
|  |                           | Internazionale      | 0                |                  |   |                     |                  |                  |                  |                  |  |           |                         |                         |                         |                         |                     |   |                    |                    |
|  | Benfica                   | Internazionale      | 0                | 0                | 1 | 1                   |                  |                  |                  |                  |  |           |                         |                         |                         |                         |                     |   |                    |                    |
|  | Benfica                   |                     |                  | 0                | 1 | 1                   |                  |                  |                  |                  |  |           |                         |                         |                         |                         |                     |   |                    |                    |
|  | Barcelona                 | 1                   | 3                | 4                |   |                     |                  |                  |                  |                  |  |           |                         |                         |                         |                         |                     |   |                    |                    |
|  | Barcelona                 | 1                   | 3                | 4                |   | Barcelona           | 4                | 1                | 5                |                  |  |           |                         |                         |                         |                         |                     |   |                    |                    |
|  |                           |                     |                  |                  |   | Barcelona           | 4                | 1                | 5                |                  |  |           |                         |                         |                         |                         |                     |   |                    |                    |
|  |                           | Borussia Dortmund   | 0                | 3                | 3 |                     |                  |                  |                  |                  |  |           |                         |                         |                         |                         |                     |   |                    |                    |
|  | Borussia Dortmund         | Borussia Dortmund   | 0                | 3                | 3 | 1                   | 2                | 3                |                  |                  |  |           |                         |                         |                         |                         |                     |   |                    |                    |
|  | Borussia Dortmund         |                     |                  |                  |   | 1                   | 2                | 3                |                  |                  |  |           |                         |                         |                         |                         |                     |   |                    |                    |
|  | Lille                     | 1                   | 1                | 2                |   |                     |                  |                  |                  |                  |  |           |                         |                         |                         |                         |                     |   |                    |                    |
|  | Lille                     | 1                   | 1                | 2                |   |                     |                  |                  |                  |                  |  | Barcelona | 3                       | 3                       | 6                       |                         |                     |   |                    |                    |
|  |                           |                     |                  |                  |   |                     |                  |                  |                  |                  |  | Barcelona | 3                       | 3                       | 6                       |                         |                     |   |                    |                    |
|  |                           | Internazionale      | 3                | 4                | 7 |                     |                  |                  |                  |                  |  |           |                         |                         |                         |                         |                     |   |                    |                    |
|  | Bayern de Munique         | Internazionale      | 3                | 4                | 7 | 3                   | 2                | 5                |                  |                  |  |           |                         |                         |                         |                         |                     |   |                    |                    |
|  | Bayern de Munique         |                     |                  |                  |   | 3                   | 2                | 5                |                  |                  |  |           |                         |                         |                         |                         |                     |   |                    |                    |
|  | Bayer Leverkusen          | 0                   | 0                | 0                |   |                     |                  |                  |                  |                  |  |           |                         |                         |                         |                         |                     |   |                    |                    |
|  | Bayer Leverkusen          | 0                   | 0                | 0                |   | Bayern de Munique   | 1                | 2                | 3                |                  |  |           |                         |                         |                         |                         |                     |   |                    |                    |
|  |                           |                     |                  |                  |   | Bayern de Munique   | 1                | 2                | 3                |                  |  |           |                         |                         |                         |                         |                     |   |                    |                    |
|  |                           | Internazionale      | 2                | 2                | 4 |                     |                  |                  |                  |                  |  |           |                         |                         |                         |                         |                     |   |                    |                    |
|  | Feyenoord                 | Internazionale      | 2                | 2                | 4 | 0                   | 1                | 1                |                  |                  |  |           |                         |                         |                         |                         |                     |   |                    |                    |
|  | Feyenoord                 |                     |                  |                  |   | 0                   | 1                | 1                |                  |                  |  |           |                         |                         |                         |                         |                     |   |                    |                    |
|  | Internazionale            | 2                   | 2                | 4                |   |                     |                  |                  |                  |                  |  |           |                         |                         |                         |                         |                     |   |                    |                    |

O esquema acima é usado somente para uma visualização melhor dos confrontos. Os confrontos das oitavas de final e quartas de final foram sorteados.

### Play-offs
As partidas de ida serão disputadas nos dias 11 e 12 de fevereiro, e as de volta nos dias 18 e 19 de fevereiro de 2025.
| Equipe 1        | Total | Equipe 2            | 1.º jogo | 2.º jogo |
| --------------- | ----- | ------------------- | -------- | -------- |
| Brest           | 0–10  | Paris Saint-Germain | 0–3      | 0–7      |
| Brugge          | 5–2   | Atalanta            | 2–1      | 3–1      |
| Manchester City | 3–6   | Real Madrid         | 2–3      | 1–3      |
| Juventus        | 3–4   | PSV Eindhoven       | 2–1      | 1–3      |
| Feyenoord       | 2–1   | Milan               | 1–0      | 1–1      |
| Celtic          | 2–3   | Bayern de Munique   | 1–2      | 1–1      |
| Sporting        | 0–3   | Borussia Dortmund   | 0–3      | 0–0      |
| Monaco          | 3–4   | Benfica             | 0–1      | 3–3      |

### Oitavas de final
O sorteio para as oitavas de final foi realizado em 21 de fevereiro de 2025.
As partidas de ida serão disputadas nos dias 4 e 5 de março, e as de volta nos dias 11 e 12 de março de 2025.
| Equipe 1            | Total       | Equipe 2           | 1.º jogo | 2.º jogo |
| ------------------- | ----------- | ------------------ | -------- | -------- |
| Paris Saint-Germain | 1–1 (4–1 p) | Liverpool          | 0–1      | 1–0      |
| Brugge              | 1–6         | Aston Villa        | 1–3      | 0–3      |
| Real Madrid         | 2–2 (4–2 p) | Atlético de Madrid | 2–1      | 0–1      |
| PSV Eindhoven       | 3–9         | Arsenal            | 1–7      | 2–2      |
| Benfica             | 1–4         | Barcelona          | 0–1      | 1–3      |
| Borussia Dortmund   | 3–2         | Lille              | 1–1      | 2–1      |
| Bayern de Munique   | 5–0         | Bayer Leverkusen   | 3–0      | 2–0      |
| Feyenoord           | 1–4         | Internazionale     | 0–2      | 1–2      |

### Quartas de final
O sorteio para a ordem das quartas de final foi realizado em 21 de fevereiro de 2025, após o sorteio das oitavas de final. As partidas de ida foram disputadas em 8 e 9 de abril, e as partidas de volta foram disputadas em 15 e 16 de abril de 2025.
| Equipe 1            | Total | Equipe 2          | 1.º jogo | 2.º jogo |
| ------------------- | ----- | ----------------- | -------- | -------- |
| Paris Saint-Germain | 3–1   | Aston Villa       | 3–1      | 2–3      |
| Arsenal             | 5–1   | Real Madrid       | 3–0      | 2–1      |
| Barcelona           | 5–3   | Borussia Dortmund | 4–0      | 1–3      |
| Bayern de Munique   | 3–4   | Internazionale    | 1–2      | 2–2      |

### Semifinais
O sorteio para a ordem das partidas semifinais será realizado em 21 de fevereiro de 2025, após os sorteios das oitavas de final e das quartas de final. As partidas de ida serão disputadas em 29 e 30 de abril, e as partidas de volta serão disputadas em 6 e 7 de maio de 2025.
| Equipe 1  | Total | Equipe 2            | 1.º jogo | 2.º jogo |
| --------- | ----- | ------------------- | -------- | -------- |
| Arsenal   | 1–3   | Paris Saint-Germain | 0–1      | 1–2      |
| Barcelona | 7–6   | Internazionale      | 3–3      | 4–3      |

### Final
A final foi disputada em 31 de maio de 2025 no Allianz Arena, em Munique. A equipe "mandante" (por fins administrativos) foi determinada por um sorteio adicional após os sorteios das quartas de final e semifinal.
| 31 de maio de 2025 | Paris Saint-Germain                                                                    | 5 – 0     | Internazionale | Allianz Arena, Munique                     |
| 21:00              | Achraf Hakimi 12' · Désiré Doué 20' 63' · Khvicha Kvaratskhelia 73' · Senny Mayulu 86' | Relatório |                | Público: 64 327 Árbitro: ROM István Kovács |

## Estatísticas
Gols e assistências contabilizados a partir da fase de grupos, excluindo as fases de qualificação.

### Hat-tricks
| Jogador           | Para                | Contra            | Resultado | Data                    | Ref.                      |
| ----------------- | ------------------- | ----------------- | --------- | ----------------------- | ------------------------- |
| Karim Adeyemi     | Borussia Dortmund   | Celtic            | 7–1       | 1 de outubro de 2024    | Jornada 2                 |
| Vinícius Júnior   | Real Madrid         | Borussia Dortmund | 5–2       | 22 de outubro de 2024   | Jornada 3                 |
| Raphinha          | Barcelona           | Bayern de Munique | 4–1       | 23 de outubro de 2024   | Jornada 3                 |
| Viktor Gyökeres   | Sporting            | Manchester City   | 4–1       | 5 de novembro de 2024   | Jornada 4                 |
| Luis Díaz         | Liverpool           | Bayer Leverkusen  | 4–0       | 5 de novembro de 2024   | Jornada 4                 |
| Vangelis Pavlidis | Benfica             | Barcelona         | 4–5       | 21 de janeiro de 2025   | Jornada 7                 |
| Lautaro Martínez  | Internazionale      | Monaco            | 3–0       | 29 de janeiro de 2025   | Jornada 8                 |
| Ousmane Dembélé   | Paris Saint-Germain | Stuttgart         | 1–4       | 29 de janeiro de 2025   | Jornada 8                 |
| Morgan Rogers     | Aston Villa         | Celtic            | 4–2       | 29 de janeiro de 2025   | Jornada 8                 |
| Kylian Mbappé     | Real Madrid         | Manchester City   | 3–1       | 19 de fevereiro de 2025 | Pré-Eliminatórias 2º Jogo |
| Serhou Guirassy   | Borussia Dortmund   | Barcelona         | 3–1       | 15 de abril de 2025     | Quartas de final 2º Jogo  |

### Poker-tricks
Um Poker-trick é quando um jogador faz quatro gols em uma única partida.
| Jogador    | Para              | Contra        | Resultado | Data                   | Ref.      |
| ---------- | ----------------- | ------------- | --------- | ---------------------- | --------- |
| Harry Kane | Bayern de Munique | Dínamo Zagreb | 9–2       | 17 de setembro de 2024 | Jornada 1 |

## Premiação

### Campeão
| Liga dos Campeões da UEFA de 2024–25     |
| França                                   |
| ---------------------------------------- |
| Paris Saint-Germain Campeão (1.º título) |

### Equipe da Temporada
O grupo de estudos técnicos da UEFA selecionou os seguintes jogadores como a equipe do torneio.
| Pos. | Jogador              | Equipe              |
| ---- | -------------------- | ------------------- |
| GO   | Gianluigi Donnarumma | Paris Saint-Germain |
| DE   | Achraf Hakimi        | Paris Saint-Germain |
| DE   | Marquinhos           | Paris Saint-Germain |
| DE   | Alessandro Bastoni   | Internazionale      |
| DE   | Nuno Mendes          | Paris Saint-Germain |
| ME   | Vitinha              | Paris Saint-Germain |
| ME   | Declan Rice          | Arsenal             |
| AT   | Lamine Yamal         | Barcelona           |
| AT   | Désiré Doué          | Paris Saint-Germain |
| AT   | Ousmane Dembélé      | Paris Saint-Germain |
| AT   | Raphinha             | Barcelona           |

### Jogador da Temporada
- Ousmane Dembélé ( Paris Saint-Germain)[21]

### Jogador Jovem da Temporada
- Désiré Doué ( Paris Saint-Germain)[22]